# Invasion de la Guadeloupe (1759)
Pour les articles homonymes, voir Invasion de la Guadeloupe.
Guerre de Sept Ans
Batailles
- Minorque (navale) (1756)
- Pirna (1756)
- Lobositz (1756)
- Reichenberg (1757)
- Prague (1757)
- Kolin (1757)
- Hastenbeck (1757)
- Gross-Jägersdorf (1757)
- Moys (1757)
- Rochefort (1757)
- Rossbach (1757)
- Breslau (1757)
- Leuthen (1757)
- Carthagène (navale) (1758)
- Olomouc (1758)
- Saint-Malo (1758)
- Rheinberg (1758)
- Krefeld (1758)
- Domstadl (1758)
- Cherbourg (1758)
- Zorndorf (1758)
- Saint-Cast (1758)
- Tornow (1758)
- Lutzelberg (1758)
- Hochkirch (1758)
- Bergen (1759)
- Kay (1759)
- Minden (1759)
- Kunersdorf (1759)
- Neuwarp (navale) (1759)
- Hoyerswerda (1759)
- Baie de Quiberon (navale) (1759)
- Maxen (1759)
- Meissen (1759)
- Glatz (1760)
- Landshut (1760)
- Corbach (1760)
- Emsdorf (1760)
- Dresde (1760)
- Warburg (1760)
- Liegnitz (1760)
- Rhadern (1760)
- Berlin (1760)
- Kloster Kampen (1760)
- Torgau (1760)
- Belle-Île (1761)
- Langensalza (1761)
- Cassel (1761)
- Grünberg (1761)
- Villinghausen (1761)
- Ölper (1761)
- Kolberg (1761)
- Wilhelmsthal (1762)
- Burkersdorf (1762)
- Lutterberg (1762)
- Reichenbach (1762)
- Almeida (1762)
- Valencia de Alcántara (1762)
- Nauheim (1762)
- Vila Velha de Ródão (1762)
- Cassel (1762)
- Freiberg (1762)

- Jumonville Glen (1754)
- Fort Necessity (1754)
- Fort Beauséjour (1755)
- 8 juin 1755
- Monongahela (1755)
- Petitcoudiac (1755)
- Lac George (1755)
- Fort Bull (1756)
- Fort Oswego (1756)
- Kittanning (1756)
- En raquettes (1757)
- Pointe du Jour du Sabbat (1757)
- Fort William Henry (1757)
- German Flatts (1757)
- Lac Saint-Sacrement (1758)
- Louisbourg (1758)
- Le Cran (1758)
- Fort Carillon (1758)
- Fort Frontenac (1758)
- Fort Duquesne (1758)
- Fort Ligonier (1758)
- Québec (1759)
- Fort Niagara (1759)
- Beauport (1759)
- Plaines d'Abraham (1759)
- Sainte-Foy (1760)
- Neuville (1760)
- Ristigouche (navale) (1760)
- Mille-Îles (1760)
- Signal Hill (1762)

- Cap-Français (1757)
- Martinique (1759)
- Guadeloupe (1759)
- Dominique (1761)
- Martinique (1762)
- Cuba (1762)

- Chandernagor (1757)
- Plassey (1757)
- Gondelour (1758)
- Négapatam (navale) (1758)
- Condore (1758)
- Madras (1758)
- Pondichéry (navale) (1759)
- Masulipatam (1759)
- Chinsurah (1758)
- Wandiwash (1760)
- Pondichéry (1760-1761)
- Manille (1762)

- Saint-Louis (1758)
- Gorée (1758)
- Gambie

L'invasion de la Guadeloupe est une expédition militaire britannique menée entre janvier et mai 1759 contre l'île française de la Guadeloupe, située dans les Indes occidentales, dans le cadre de la guerre de Sept Ans. Une importante flotte britannique arrive dans les Indes occidentales, avec pour mission de se saisir des possessions françaises dans la région. Après six mois de combats, la Guadeloupe finit par se rendre, quelques jours seulement avant l'arrivée de la flotte envoyée en secours depuis la France et placée sous les ordres du chef d'escadre Maximin de Bompar.

## Contexte
Pour contraindre la France à retirer ses troupes d'Allemagne où elles multipliaient les succès face aux alliés de la Grande-Bretagne, William Pitt décide que son pays devait profiter de la supériorité sur mer de la Royal Navy pour attaquer les possessions françaises à travers le monde.
Deux raids sont menés sur les côtes françaises en 1758, sur Saint-Malo et sur Cherbourg, avec plus ou moins de succès. Un corps expéditionnaire est envoyé en Afrique de l'Ouest sous les ordres de l'amiral Keppel pour capturer Gorée, au Sénégal, établissement français spécialisé dans la traite négrière. En Amérique du Nord, une force est envoyée pour prendre Louisbourg et Québec. 
En Inde, Robert Clive remporte la bataille de Plassey.
Pour l'année 1759, Pitt concentre son attention sur les possessions françaises situées dans les Antilles, et en particulier sur la Martinique et la Guadeloupe. Le Major-General Peregrine Hopson (en), qui avait été gouverneur de la Nouvelle-Écosse avant que la guerre n'éclate, est nommé à la tête de l'expédition britannique, et le colonel John Barrington, un jeune officier, est choisi pour le seconder. 
Le 12 novembre 1758, les navires de transport de troupes, escortés par 8 vaisseaux de ligne placés sous les ordres du commodore Hughes, lèvent l'ancre et profitent d'un vent d'est pour prendre la mer. 
Le 3 janvier 1759, après un mois et demi de traversée, l'expédition britannique atteint la Barbade où le commodore John Moore l'attendait avec deux vaisseaux de ligne en renfort. Ce dernier prend la tête du corps expéditionnaire, dont les forces s'élevaient désormais à 6 800 hommes.

### Tentative contre la Martinique
L'objectif premier de l'attaque menée par le corps expéditionnaire est la Martinique. Hopson fait débarquer ses troupes et combat contre les Français à proximité du Fort Royal, 100 de ses hommes sont tués ou blessés. Le terrain environnant est jugé trop hostile à la poursuite de l'attaque, si bien qu'il décide d'ordonner immédiatement de ré-embarquer. Un second débarquement est envisagé à Saint-Pierre mais les défenses de la ville étaient telles qu'Hopson décide d'abandonner l'attaque sur la Martinique et de prendre la direction de la Guadeloupe.

## Attaque contre la Guadeloupe

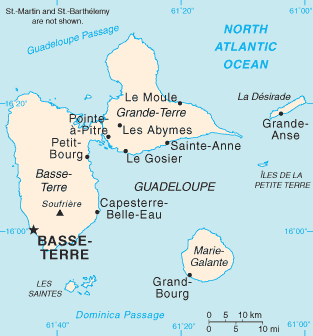
Carte de l'archipel de la Guadeloupe

La flotte met les voiles en direction de Basse-Terre et, le 22 janvier, elle ouvre le feu sur la ville, qui est bientôt réduite à l'état de ruines. À l'aube du 24 janvier, les troupes britanniques sont débarquées, et progressent sur 5 kilomètres vers l'intérieur des terres, jusqu'à ce qu'elles tombent sur une position française dans un terrain montagneux et accidenté.
Le corps expéditionnaire est, au moment de l'offensive, durement frappé par la maladie : près de 1 500 hommes — soit un quart du contingent — est affaibli. La santé d'Hopson se dégrade à son tour rapidement et il est réduit à l'inactivité. Les injonctions de Barrington, son second, ne parvenant plus à le sortir de sa léthargie. Le 27 février, Hopson décède, laissant le commandement à son second, Barrington. Le corps expéditionnaire britannique est alors menacé de destruction. Plus de 600 invalides sont envoyés à Antigua, auxquels il fallait ajouter 1 600 hommes inscrits sur la liste des malades. Les hommes restant mouraient à un tel rythme qu'il devenait de plus en plus difficile de trouver des hommes pour effectuer les tâches quotidiennes dans les campements improvisés. 
Dans le même temps, John Moore, qui n'avait pas de compte à rendre à Hopson et qui dirigeait les opérations navales, envoie des vaisseaux au large de Fort Louis. Il parvient rapidement à faire taire l'artillerie du fort et installe, après sa reddition, une garnison de 300 Highlanders et Royal Marines.
Barrington parvient rapidement à mettre un terme à la période d'inaction qui avait été fatale à un grand nombre de ses soldats. Il attaque Fort Royal par trois côtés et contraint le gouverneur français Nadeau du Treil à capituler le 1er mai 1759.

## Conséquences
L'île est conquise, mais le climat tropical de l'île auquel les Britanniques n'étaient pas habitués assombrira la victoire. À la fin de l'année 1759, soit 7 mois après la chute de l'île, près de 800 officiers et militaires du rang étaient morts de maladie en Guadeloupe. La Guadeloupe est rendue à la France après la signature du Traité de Paris en 1763.

### Sources et bibliographie
- Laurent Veyssière (dir.) et Bertrand Fonck (dir.), La chute de la Nouvelle-France, Québec, Septentrion (Canada), 2015, 587 p. (ISBN 978-2-89448-828-7)
- (en) Fred Anderson, Crucible of War : The Seven Years' War and the Fate of Empire in British North America, 1754-1766, Faber and Faber, 2001
- (en) Frank McLynn, 1759 : The Year Britain Became Master of the World, Pimlico, 2005, 432 p. (ISBN 978-0-09-952639-1)